# Франжье, Тони
Антуан Сулейман Франжье (араб. أنطوان سليمان فرنجيّة‎;
1 сентября 1939, Згарта — 13 июня 1978, Эден), более известен как Тони Франжье (араб. طوني فرنجية‎) — ливанский политик, один из лидеров консервативного движения Марада. Сын президента Сулеймана Франжье. Член ливанского правительства в 1973—1975. Во время гражданской войны командовал вооружёнными формированиями «Марады». Убит боевиками-фалангистами в ходе внутренней правохристианской междоусобицы.

## Происхождение
Родился в семье крупного предпринимателя, политика и криминального авторитета Сулеймана Франжье. Принадлежал к богатому и влиятельному маронитскому клану. В молодости занимался семейным бизнесом.
В 1970 году Сулейман Франжье-старший был избран президентом Ливана. Тони Франжье заменил отца в качестве депутата ливанского парламента.

## Член правительства
В 1973 году Франжье-младший был назначен министром почты, телеграфа и телекоммуникаций. Это кадровое решение осуждалось как проявление семейственности и кумовства. Премьер-министр Саиб Салам выступал против этого назначения, из-за чего Сулейман Франжье отстранил его с поста главы правительства.
Под руководством Тони Франжье почтовое сообщение в Ливане пережило коллапс. В 1975 году он оставил министерский пост.

## Гибель в гражданской войне

### Конфликты в правохристианском лагере
Семейство Франжье занимало особую позицию в ливанской политической борьбе. Клан отстаивал интересы консервативной «старой аристократии» и региональные преференции Згарты, родового центра Франжье. С 1957 года Сулейман Франжье-старший был ориентирован на Сирию, поддерживал тесные личные связи с президентом САР Хафезом Асадом. Это сильно отличало Франжье от других правохристианских сил — прежде всего праворадикальной Катаиб («Ливанская фаланга», клан Жмайель) и прозападной Национал-либеральной партии (НЛП, клан Шамун).
Политическим выразителем клана Франжье являлось движение Марада. Его лидером был Франжье-старший. Вооружёнными формированиями «Марады» (Бригада Марада — Армия освобождения Згарты) командовал Тони Франжье.
В начале гражданской войны в Ливане, на этапе общей правохристианской борьбы с палестинцами, социалистами и коммунистами, «Марада» входила в коалицию Ливанский фронт. Но с 1977 года Франжье и их сторонники стали конфликтовать с Катаиб и НЛП — Жмайели и Шамуны шли на сближение с Израилем и выступали за вывод сирийских войск, приглашённых в Ливан президентом Франжье.
Особенно жёсткие формы принимала вражда с Катаиб. В 1978 формирования «Марады» во главе с Тони Франжье участвовали в Стодневной войне на стороне сирийских войск, против Ливанского фронта. Фалангистские боевики проникли в район Згарты, где начали устанавливать свой военно-политический и экономический контроль. Между фалангистами и боевиками «Марады» происходили кровопролитные столкновения. 8 июня 1978 по приказу Тони Франжье был убит Джуд аль-Байех, фалангистский полевой командир в Згарте. В ответ командующий фалангистской милицией и Ливанскими силами Башир Жмайель принял решение ликвидировать вооружённые силы «Марады».

### Эденская резня
13 июня 1978 года боевики-фалангисты под командованием Самира Джааджаа и Ильяса Хобейки атаковали особняк Тони Франжье в Эдене. В результате боя погибли более тридцати человек. Тони Франжье был убит вместе с женой и малолетней дочерью. По словам Сулеймана Франжье-старшего, убийство отличалось особой жестокостью. Мужа и жену заставили смотреть на смерть дочери, затем жену убили на глазах мужа, после чего расстреляли самого Тони Франжье. Со своей стороны, фалангисты утверждали, будто отец, мать и дочь Франжье погибли под обстрелом во время боя — ворвавшись в особняк, нападавшие обнаружили их трупы.
Сулейман Франжье-старший распорядился не хоронить погибших до тех пор, пока не свершится отмщение. Он пожелал отцу Башира — лидеру Катаиб Пьеру Жмайелю — испытать то же, что испытал он сам (в 1982 году Башир Жмайель погиб в результате теракта, организованного сирийскими спецслужбами).
Похороны Тони Франжье и его родных состоялись в Згарте только через месяц — 14 июля 1978, после кровопролитных столкновений боевиков «Марады» и сирийских войск с фалангистами.
«Марада» порвала с Ливанским фронтом. Жестокая расправа на Франжье-младшим и его семьёй рассматривается экспертами как причина необратимого раскола ливанских христиан, во многом определившая длительность и ожесточённость гражданской войны.
Башир Жмайель охарактеризовал Эденскую резню как «социальный бунт против феодализма».
Сын известного ливанского политика и активного деятеля времен гражданской войны Дани Шамун охарактеризовал убийство Франжье-младшего: "Убийство два месяца назад в Эхдене Тони - тягчайшее преступление. Он был моим другом - последний уик-энд мы провели семьями вместе. Однако после убийства артобстрелу подверглись районы с мирным христианским населением, а организатор убийства - Башир Жмайель (сын правохристианского политика Пьера Жмайеля) и участники убийства - фалангистские офицеры - спокойно ходят по улицам Ашрафии".
Евгений Примаков, встречавшийся спустя некоторое время после убийства Тонни, так описывал встречу с отцом погибшего сына: "В Эхдене состоялась встреча с Франжье. Он выглядел подавленным, но не пришибленным обрушившимся на него горем. Рядом с ним был внук - сын Тони, чудом оставшийся живым, так как в момент нападения на отца находился у деда. После того как я выразил искреннее соболезнование, Франжье, отдельными фразами, отрывисто и, чувствовалось, превозмогая боль рассказал о происшедшем. "Фалангисты приехали на машинах. Многие на такси. Изрешетили пулями из автоматов Тонни, его жену и их трехлетнюю дочку. Вспороли живот у Тонни уже после того, как он был мертв"".

## Семья
С 1962 года Тони Франжье был женат на Вере Франжье. Супруги имели двоих детей — дочь Джихан и сына Сулеймана. Вера и Джихан вместе с Тони погибли в Эденской резне. Сулейман избежал смерти, поскольку находился тогда в Бейруте.
Сулейман Франжье-младший стал крупным ливанским политиком. С 1992 года он возглавляет движение «Марада», неоднократно занимал различные министерские посты. Продолжает просирийскую линию деда и отца, поддерживает президента Сирии Башара Асада.

## Память
В Згарте, на родовой территории клана установлен памятник Тони Франжье. Он остаётся почитаемой фигурой среди сторонников «Марады».

«Тони-бек», — гордо сказала ответственная за памятник женщина, назвав убитого вождя семейной милиции местным вариантом почётного титула Оттоманской империи — бей, региональный правитель.